# Луций Аврелий Приск
Луций Аврелий Приск (лат. Lucius Aurelius Priscus) — политик Римской империи в I веке.
Луций Аврелий Приск являлся Консулом-суффектом в 67 году н. э. вместе с Аппием Аннием Галлом и Луцием Веруланом Севером.